# Luis Bolaños
Luis Bolaños (n. Quito, Pichincha, Ecuador; 27 de marzo de 1985) es un exfutbolista ecuatoriano que jugaba de centrocampista y su último equipo fue Deportivo Quito de la Segunda Categoría de Pichincha.

## Trayectoria
El "Chucho" hizo las inferiores en el equipo Liga Deportiva Universitaria, participando en los campeonatos nacionales sub-16, sub-18 y sub-20. Debutó en Primera División en el 2002 con el equipo "Albo". Jugó dos temporadas a préstamo en el Macará de Ambato, también de Primera División, donde adquirió experiencia y tuvo destacadas actuaciones. En el 2007 regresó al club quiteño, Liga Deportiva Universitaria, donde se consolidó como titular, se convirtió en figura y logró el título del 2007. Al año siguiente se coronó campeón de la Copa Libertadores 2008, anotando 5 goles.
Fichó por el Santos de Brasil en los primeros días del 2009. Sin embargo, tras pocos meses en el cuadro "santista", a mitad de temporada fichó por el Inter de Porto Alegre, club donde sale subcampeón de la Copa Brasil 2009 y del Campeonato Brasileño de Serie A. En 2010 regresa a su país para jugar por el Barcelona Sporting Club.
En el 2011 se dio su regreso a Liga Deportiva Universitaria, donde fue subcampeón de la Copa Sudamericana 2011, anotando tres goles. A mediados de la temporada 2012 es fichado por el Atlas de México. Posteriormente llegaría al fútbol argentino al fichar por el |Club Atlético San Martín (San Juan). Bolaños recibió varias propuestas para continuar en Argentina, sin embargo un problema familiar hace que se decida por volver al equipo de sus amores Liga Deportiva Universitaria.
A mediados de 2014 es negociado a las Chivas USA.

## Selección nacional
Fue convocado a la selección nacional debido a sus grandes actuaciones con Liga Deportiva Universitaria (LDU) en el campeonato y en la Copa Libertadores. Participó de los partidos de la selección de Ecuador frente a Argentina y Colombia, en donde entró como sustituto en ambos juegos.
Participó en 12 juegos con la selección ecuatoriana en muy buen nivel, que le ayudó a que clubes del exterior se fijen en su juego y habilidad con la pelota.

## Estadísticas
| Club                | Temporada           | Liga                | Liga  | Liga  | Copa Nacional | Copa Nacional | Copa Internacional | Copa Internacional | Total | Total |
| Club                | Temporada           | División            | Part. | Goles | Part.         | Goles         | Part.              | Goles              | Part. | Goles |
| ------------------- | ------------------- | ------------------- | ----- | ----- | ------------- | ------------- | ------------------ | ------------------ | ----- | ----- |
| Liga de Quito       | 2007                | Serie A             | 0     | 0     | 0             | 0             | 7                  | 0                  | 7     | 0     |
| Liga de Quito       | 2008                | Serie A             | 0     | 0     | 0             | 0             | 18                 | 7                  | 18    | 7     |
| Liga de Quito       | Total               | Total               | 0     | 0     | 0             | 0             | 25                 | 7                  | 25    | 7     |
| Internacional       | 2009                | Brasileirao A       | 18    | 3     | 0             | 0             | 4                  | 0                  | 22    | 3     |
| Internacional       | Total               | Total               | 18    | 3     | 0             | 0             | 4                  | 0                  | 22    | 3     |
| Barcelona           | 2010                | Serie A             | 35    | 7     | 0             | 0             | 2                  | 0                  | 37    | 7     |
| Barcelona           | Total               | Total               | 35    | 7     | 0             | 0             | 2                  | 0                  | 37    | 7     |
| Liga de Quito       | 2011                | Serie A             | 30    | 9     | 0             | 0             | 13                 | 4                  | 43    | 13    |
| Liga de Quito       | 2012                | Serie A             | 11    | 1     | 0             | 0             | 0                  | 0                  | 11    | 1     |
| Liga de Quito       | Total               | Total               | 41    | 10    | 0             | 0             | 13                 | 4                  | 54    | 14    |
| Atlas               | 2012                | Liga Mx             | 10    | 0     | 0             | 0             | 0                  | 0                  | 10    | 0     |
| Atlas               | Total               | Total               | 10    | 0     | 0             | 0             | 0                  | 0                  | 10    | 0     |
| San Martín          | 2012                | Primera División    | 12    | 0     | 0             | 0             | 0                  | 0                  | 12    | 0     |
| San Martín          | Total               | Total               | 12    | 0     | 0             | 0             | 0                  | 0                  | 12    | 0     |
| Liga de Quito       | 2013                | Serie A             | 13    | 2     | 0             | 0             | 0                  | 0                  | 0     | 0     |
| Liga de Quito       | Total               | Total               | 13    | 2     | 0             | 0             | 0                  | 0                  | 13    | 2     |
| Chivas              | 2014                | MLS                 | 3     | 0     | 0             | 0             | 0                  | 0                  | 3     | 0     |
| Chivas              | Total               | Total               | 3     | 0     | 0             | 0             | 0                  | 0                  | 3     | 0     |
| Liga de Quito       | 2014                | Serie A             | 17    | 2     | 0             | 0             | 0                  | 0                  | 17    | 2     |
| Liga de Quito       | Total               | Total               | 17    | 2     | 0             | 0             | 0                  | 0                  | 17    | 2     |
| Deportivo Cuenca    | 2015                | Serie A             | 32    | 9     | 0             | 0             | 0                  | 0                  | 32    | 9     |
| Deportivo Cuenca    | Total               | Total               | 32    | 9     | 0             | 0             | 0                  | 0                  | 32    | 9     |
| Liga de Quito       | 2016                | Serie A             | 16    | 0     | 0             | 0             | 2                  | 0                  | 18    | 0     |
| Liga de Quito       | Total               | Total               | 16    | 0     | 0             | 0             | 2                  | 0                  | 18    | 0     |
| Fuerza Amarilla     | 2017                | Serie A             | 14    | 1     | 0             | 0             | 2                  | 1                  | 16    | 2     |
| Fuerza Amarilla     | Total               | Total               | 14    | 1     | 0             | 0             | 2                  | 1                  | 16    | 2     |
| Olmedo              | 2018                | Serie A             | 0     | 0     | 2             | 0             | 0                  | 0                  | 2     | 0     |
| Olmedo              | 2019                | Serie A             | 20    | 2     | 0             | 0             | 0                  | 0                  | 20    | 2     |
| Olmedo              | 2020                | Serie A             | 11    | 3     | 0             | 0             | 0                  | 0                  | 11    | 3     |
| Olmedo              | Total               | Total               | 31    | 5     | 2             | 0             | 0                  | 0                  | 33    | 5     |
| Chacaritas F. C.    | 2021                | Serie B             | 0     | 0     | 0             | 0             | 0                  | 0                  | 0     | 0     |
| Chacaritas F. C.    | Total               | Total               | 0     | 0     | 0             | 0             | 0                  | 0                  | 0     | 0     |
| Total en su carrera | Total en su carrera | Total en su carrera | 242   | 39    | 2             | 0             | 48                 | 12                 | 292   | 51    |

Actualizado hasta 26/09/2020

## Palmarés

### Campeonatos nacionales
| Título             | Club          | País    | Año  |
| ------------------ | ------------- | ------- | ---- |
| Serie A de Ecuador | Liga de Quito | Ecuador | 2003 |
| Serie A de Ecuador | Liga de Quito | Ecuador | 2007 |

### Copas internacionales
| Título            | Club          | País   | Año  |
| ----------------- | ------------- | ------ | ---- |
| Copa Libertadores | Liga de Quito | Brasil | 2008 |
| Copa Suruga Bank  | Internacional | Japón  | 2009 |